# Doug Nolan
Douglas „Doug“ Nolan (* 5. Januar 1976 in Quincy, Massachusetts) ist ein ehemaliger US-amerikanischer Eishockeyspieler, der im Verlauf seiner aktiven Karriere zwischen 1995 und 2011 unter anderem in der American Hockey League und in zahlreichen europäischen Ligen gespielt hat.

## Karriere
Doug Nolan begann seine Karriere als Eishockeyspieler in der Mannschaft der University of Massachusetts Lowell, für die er von 1995 bis 1999 in der National Collegiate Athletic Association aktiv war. In seinem letzten Universitätsjahr wurde er dabei zum Stürmer mit dem besten Defensivverhalten ernannt. Von 1999 bis 2002 stand der offensive Verteidiger für die Dayton Bombers in der ECHL auf dem Eis, parallel lief er in diesem Zeitraum für die Cincinnati Mighty Ducks, Bridgeport Sound Tigers und Hamilton Bulldogs in der American Hockey League auf. Von 2003 bis 2007 trat er in dieser mit den Manchester Monarchs an, wobei er in der Saison 2003/04 auch in 22 Spielen für die Reading Royals in der ECHL aktiv war.
In der Saison 2007/08 ging Nolan erstmals nach Europa, wo er beim EC Graz 99ers in der Österreichischen Eishockey-Liga unter Vertrag stand. Die Saison 2008/09 begann er beim HK Dinamo Minsk in der neu gegründeten Kontinentalen Hockey-Liga, verließ diesen jedoch bereits nach zwölf Spielen und spielte im weiteren Saisonverlauf für Lukko Rauma in der finnischen SM-liiga und die Vienna Capitals in Österreich. Die Saison 2009/10 begann der US-Amerikaner bei seinem Ex-Club Manchester Monarchs aus der AHL und beendete sie bei dessen Ligarivalen Providence Bruins. Nach einer weiteren Saison beim HK Jesenice in Slowenien beendete Nolan seine aktive Karriere im Sommer 2011.

## Erfolge und Auszeichnungen
- 1999 Hockey East Best Defensive Forward